# Maestro di Soriguerola

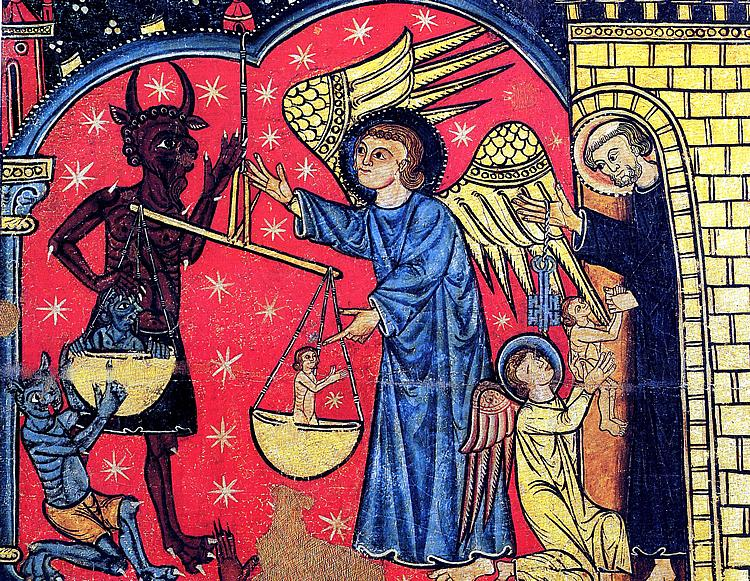
Dettaglio dell'altare della Chiesa di San Michele di Soriguerola, attualmente nel Museo nazionale d'arte della Catalogna (MNAC).

Maestro di Soriguerola (1230 circa) è stato un pittore spagnolo.

## Biografia
Attivo nella bassa Cerdaña durante il XIII secolo, dipinse, tra altre opere, il paliotto dell'altare della chiesa di San Michele di Soriguerola, realizzato su legno, rappresentante la psicostasia con l'Arcangelo Michele e il demone che pesa le anime, attualmente esposto nel Museo nazionale d'arte della Catalogna. Nella parte bassa di questo altare si trova la scena dell'Ultima Cena nonché la lotta di San Michele con il drago.
Nel Museo Episcopale di Vich sono esposte altre tavole laterali di questo altare, realizzate a tempera su tavola. Queste provengono della Vall di Ribes e mostrano San Pietro e San Paolo.

## Opera
L'opera del Maestro di Soriguerola e dei suoi allievi mostra il passaggio dall'arte romanica al gotico, passando dallo schematismo della prima all'espressionismo del secondo.

## Opere attribuite
- Tavola di san Michele, altare della Chiesa di San Michele di Soriguerola, attualmente nel Museo nazionale d'arte della Catalogna.[3]
- Altare con San Pietro e San Paolo, attualmente nel Museo Episcopal di Vich.
- Paliotto di San Vicente della Llagona, al Capcir
- Paliotto della Chiesa di Santa Eugenia di Saga, attualmente nel Musée des Arts Décoratifs di Parigi
- Affresco nell'ábside di Sant Andreu di Angostrina, nella Cerdaña.
- Affresco nella cappella di Santa María Magdalena e nella chiesa di Sant Vicenç di Rus
- Affresco in una sala del Monastero di Ripoll.